# Twink Caplan
Twink Caplan (* 25. Dezember 1947 in Pittsburgh, Pennsylvania) ist eine US-amerikanische Schauspielerin und Komikerin. Gelegentlich trat sie auch unter den Namen Twinkie Caplan oder Theodora Louise auf.

## Leben
In den der Erfolgskomödie Kuck mal, wer da spricht! und der Fortsetzung Kuck mal, wer da spricht 2 war sie als Rona, die beste Freundin der von Kirstie Alley dargestellten Protagonistin zu sehen.
1995 übernahm sie in der Teenager-Komödie Clueless – Was sonst! die Rolle der Miss Toby Geist. Die gleiche Figur stellte sie von 1996 bis 1997 in der Fernsehserie Clueless – Die Chaos-Clique dar. Sie war auch Executive Producer der Serie.

## Filmografie (Auswahl)
- 1977: American Raspberry
- 1978: Shame, Shame on the Bixby Boys
- 1980: Midlife Crisis
- 1981: Die Maulwürfe von Beverly Hills (Underground Aces)
- 1981: Geheimauftrag Hollywood (Under the Rainbow)
- 1981: Tanz in den Wolken (Pennies from Heaven)
- 1987: Das turboscharfe Spanner-Hotel (Talking Walls)
- 1988: Ab heute sind wir makellos (Perfect People, Fernsehfilm)
- 1988: Der Sohn der Hölle (The Boy from Hell)
- 1988: The New Homeowner's Guide to Happiness
- 1989: Kuck mal, wer da spricht! (Look Who’s Talking)
- 1989: Pucker Up and Bark Like a Dog
- 1990: Night Angel
- 1990: Kuck mal, wer da spricht 2 (Look Who’s Talking Too)
- 1992: Immer Ärger mit Robbie  (Little Sister)
- 1993: Stage Fright – Eine Gurke erobert Hollywood (The Pickle)
- 1995: Clueless – Was sonst! (Clueless)
- 1996–1997: Clueless – Die Chaos-Clique (Clueless, Fernsehserie, 18 Episoden)
- 1998: A Night at the Roxbury
- 1998: Der beste Vater der Welt (Billboard Dad)
- 2000: Loser – Auch Verlierer haben Glück (Loser)
- 2000: Flamingo Dreams
- 2002: Crazy as Hell
- 2005: The Hand Job
- 2006: Changing Spots
- 2007: In Search of a Midnight Kiss
- 2007: Hauptsache verliebt (I Could Never Be Your Woman)
- 2007: The Flock – Dunkle Triebe (The Flock)
- 2008: Sweet Tessie and Bags
- 2009: Love at First Hiccup
- 2010: Everything Will Happen Before You Die
- 2010: Tötet Katie Malone (Kill Katie Malone)
- 2012: Tim and Eric’s Billion Dollar Movie
- 2013: 9 Full Moons
- 2014: Meet Me in Montenegro